# 额下沟
额下沟（英語：Inferior frontal sulcus）是大脑额叶的一条脑沟，分隔了额中回和额下回。

## 功能
一些神经成像研究显示，额下沟可能与说谎、欺骗有关，但尚无最终结论。